# Rezolucja Rady Bezpieczeństwa ONZ nr 59
Rezolucja Rady Bezpieczeństwa ONZ nr 59 została uchwalona 19 października 1948 w trakcie 367 sesji Rady Bezpieczeństwa ONZ.
Rezolucja brała pod uwagę sprawozdanie Mediatora Organizacji Narodów Zjednoczonych w Palestynie, hrabiego Folke Bernadotte i obserwatora sił UNTSO pułkownika Andre Serota. Sprawozdanie dotarło do Rady Bezpieczeństwa 17 września 1948 (dzień po śmierci Mediatora) i zwracało uwagę na trudności w nadzorowaniu zawieszenia broni w Palestynie.
1. Rezolucja z niepokojem zwracała uwagę, że tymczasowy rząd Izraela nie przedstawił jeszcze żadnego sprawozdania Radzie Bezpieczeństwa ONZ w sprawie postępu śledztwa wyjaśniejącego morderstwo Mediatora;
2. Rezolucja wzywała tymczasowy rząd Izraela do przedstawienia Radzie Bezpieczeństwa ONZ w jak najszybszym terminie sprawozdania z wynikami śledztwa i wskazaniem podjętych środków w odniesieniu do zaniedbań lub innych czynników wpływających na przestępczość;
3. Rezolucja przypominała rządom i lokalnym władzom wszystkie zobowiązania i obowiązki nałożone na strony przez Rezolucji RB nr 54 z dnia 15 lipca 1948 i Rezolucji nr 56 z dnia 19 sierpnia 1948;
4. Rezolucja przypominała Mediatorowi potrzebę właściwego podziału sił obserwatorów Narodów Zjednoczonych w celu nadzorowania przestrzegania rozejmu po obu stronach;
5. Rezolucja zwracała uwagę, że zgodnie z Rezolucjami nr 54 i nr 56, rządy i władze mają obowiązek:
  1. umożliwić upoważnionym obserwatorom ONZ i innym upoważnionym pracownikom nadzorującym rozejm, łatwy dostęp do wszystkich miejsc, które powinni oni skontrolować, w tym lotniska, porty, linie zawieszenia broni oraz strategiczne punkty i obszary;
  2. w celu zapewnienia swobodnego przepływu pracowników nadzorujących rozejm, uproszczenie procedur dla samolotów ONZ i innych środków transportu;
  3. pełnej współpracy z pracownikami nadzorującymi rozejm w prowadzeniu dochodzeń wyjaśniających incydenty z podejrzeniem rzekomego naruszenia zawieszenia broni, w tym udostępnianie świadków, dokumentów i innych dowodów na żądanie;
  4. w celu zapewnienia pełnej współpracy, szybkiego i odpowiedniego poinformowania dowódców o zakresie wszystkich zawartych umów z Mediatorem lub jego przedstawicielami;
  5. podejmowania wszelkich uzasadnionych środków w celu zapewnienia bezpieczeństwa pracowników nadzorujących rozejm, przedstawicieli Mediatora, ich samolotów i pojazdów w czasie, gdy znajdują się na terytorium będącym pod ich kontrolą;
  6. podejmowania wszelkich starań, aby ująć i szybko skazać każdą osobę pozostającą pod ich jurysdykcją, za napaść lub inne agresywne działania przeciwko pracownikom nadzorującym rozejm lub przedstawicieli Mediatora[1].

Z powodu braku sprzeciwu, Przewodniczący Rady Bezpieczeństwa przyjął Rezolucję jednogłośnie.